# Артур Моул
Артур Самуель Моул (англ. Arthur Samuel Mole; 7 січня 1889, Ессекс, Англія — 14 серпня 1983, Форт-Лодердейл, Флорида, США) — американський фотограф. Здобув популярність, створюючи під час Першої світової війни фотографії картин, створених із живих людей. Вважається піонером цього стилю фотомистецтва.
Сім'я Моул емігрувала до США, коли Артуру було 13 років. Подорослішавши, став працювати комерційним фотографом у Зайоні, штат Іллінойс. Після початку Першої світової війни він, виконуючи завдання уряду, зі своїм колегою Джоном Томасом став їздити різними військовими підрозділами з метою створення групових фотографій патріотичної тематики. Виконання такого роду фотографій вимагало кількох тижнів підготовки і потім приблизно години на знімання.
Найвідомішими його роботами є десять зображень. Серед них портрет президента США Вудро Вільсона, зображення Дзвона Свободи, статуї Свободи, «Американського орла», а також емблеми YMCA та прапори союзників. Для створення кожної картини знадобилося кілька тисяч людей. У створенні найбільшої композиції Артура Моула «Американський щит з людей» (англ. «The Human U.S. Shield») взяли участь близько 30 000 військовослужбовців і добровольців із числа цивільних. Світлину зроблено 1918 року в таборі Кастера, поблизу міста Баттл-Крік, штат Мічиган.
Нині роботи Моула виставлено в Чиказькому історичному музеї, в музеї Метрополітен, у музеї сучасного мистецтва Сан-Франциско і в Бібліотеці Конгресу.

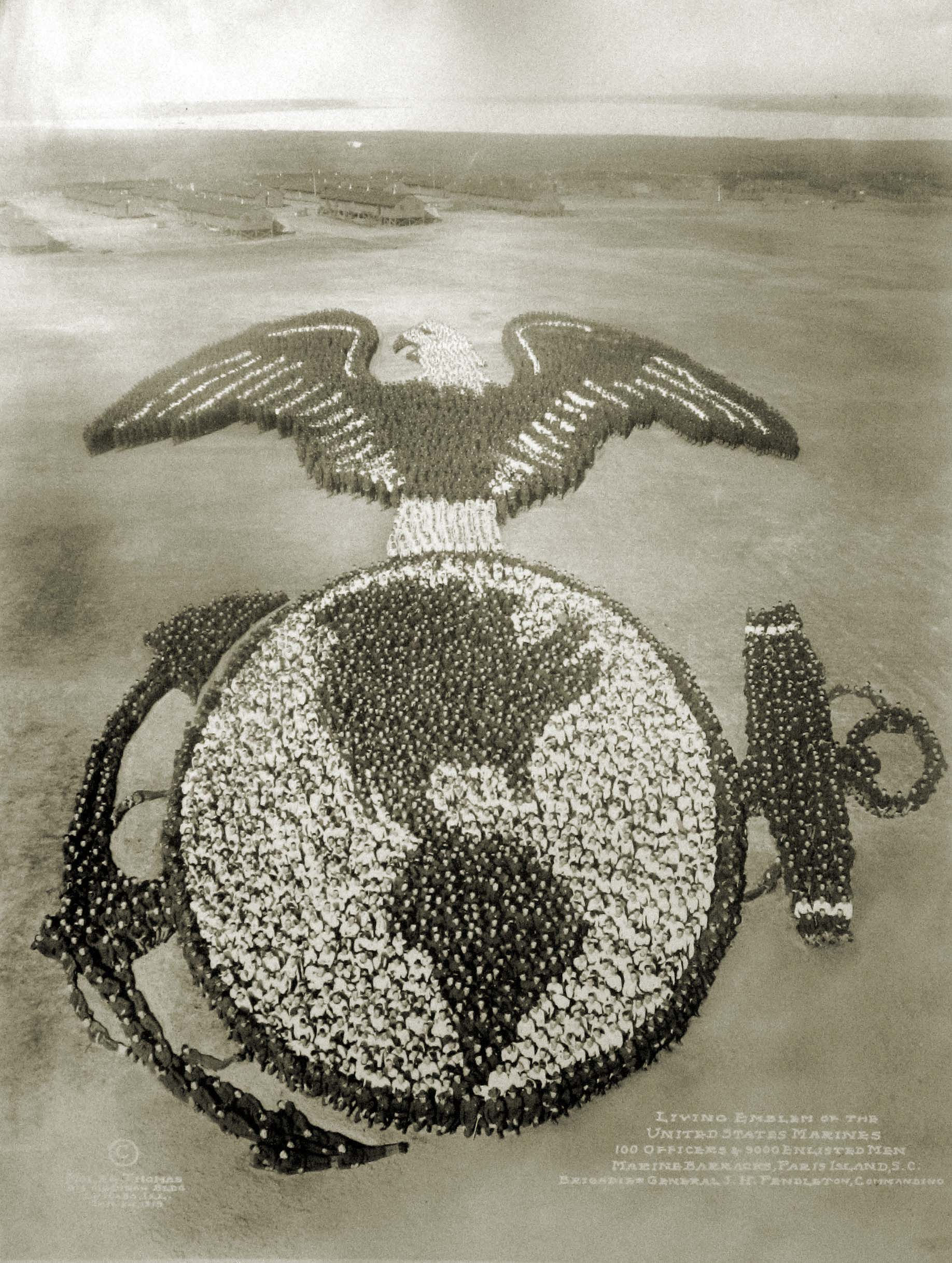
Емблема морських піхотинців США
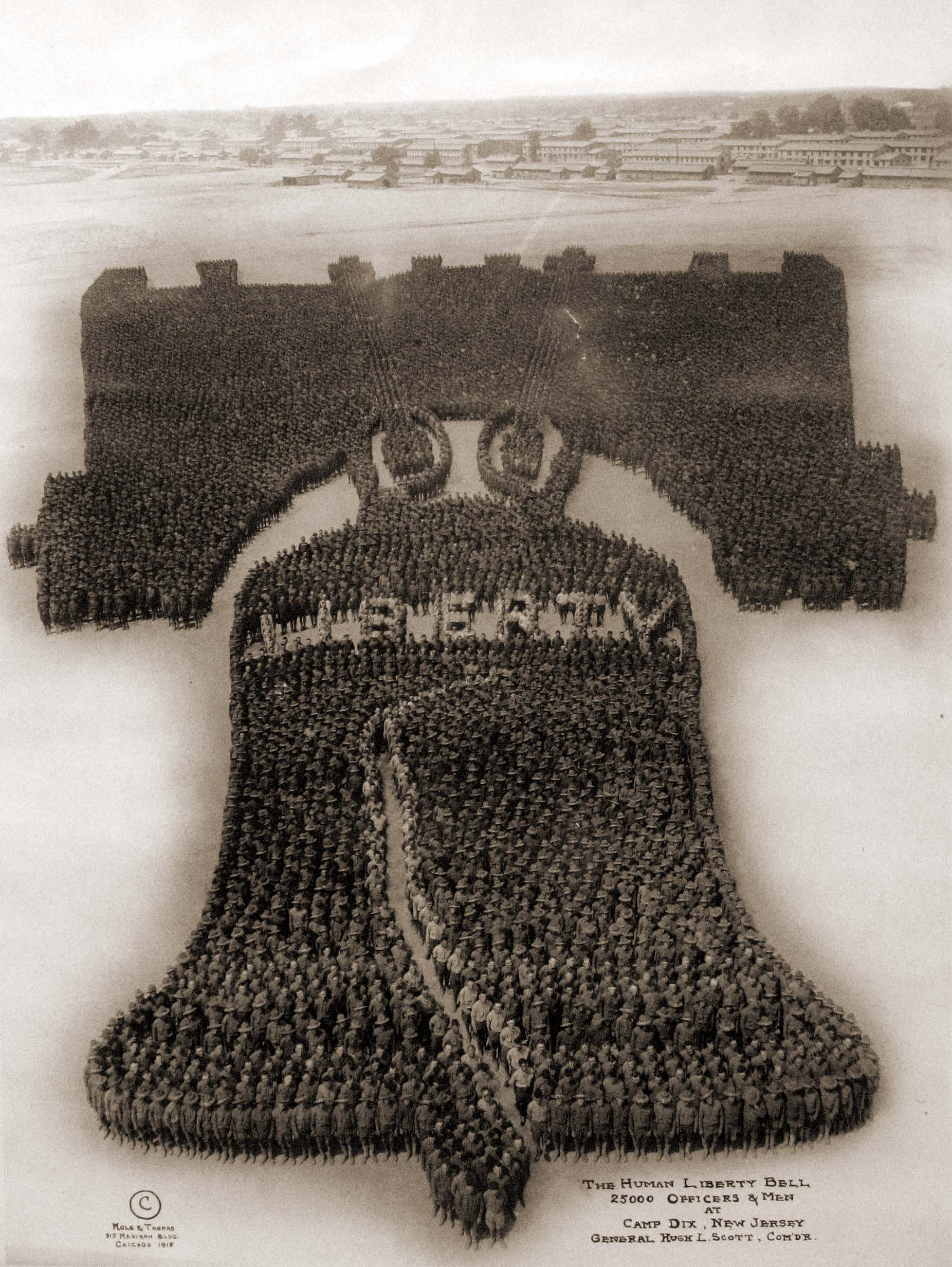
Дзвін Свободи
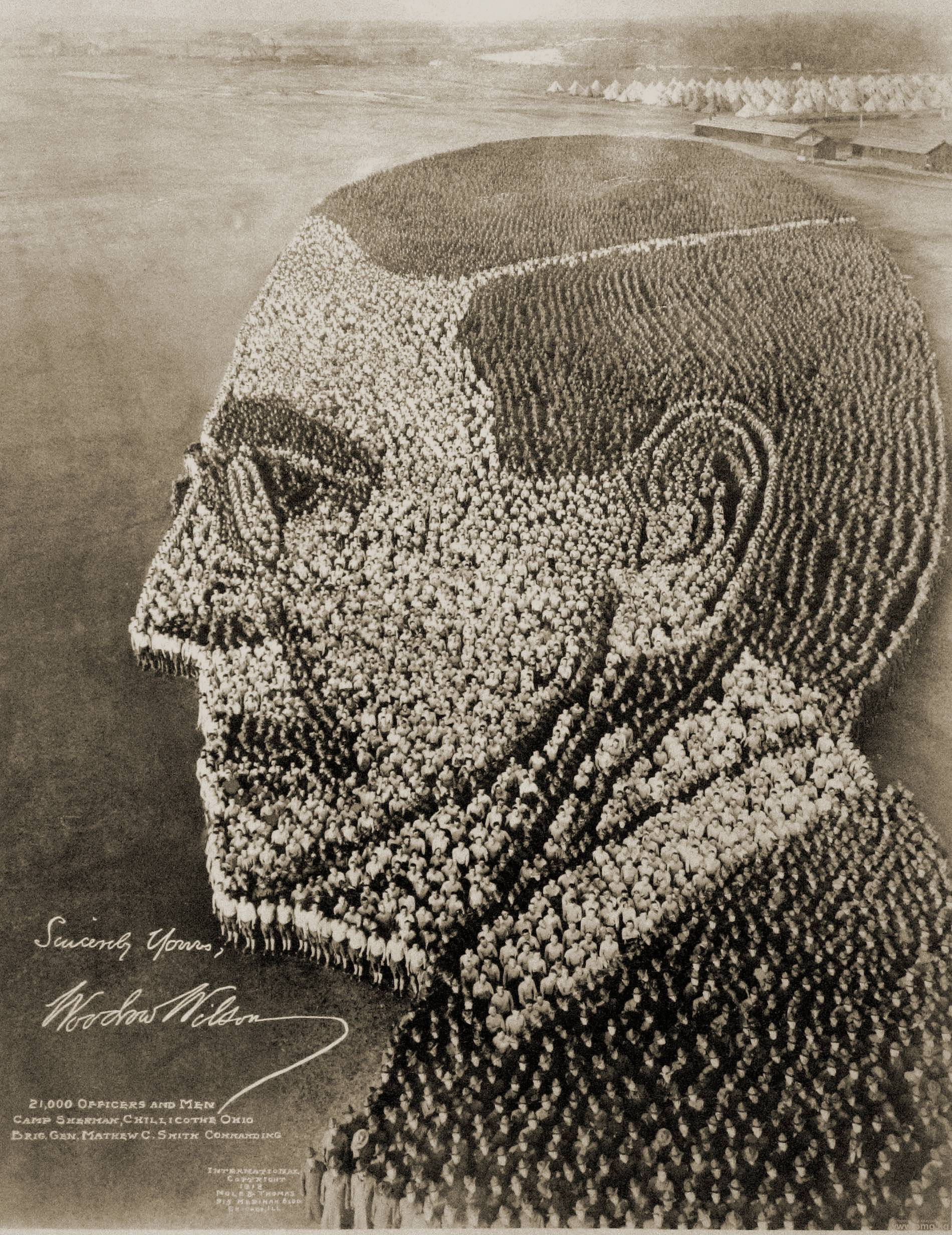
Вудро Вільсон
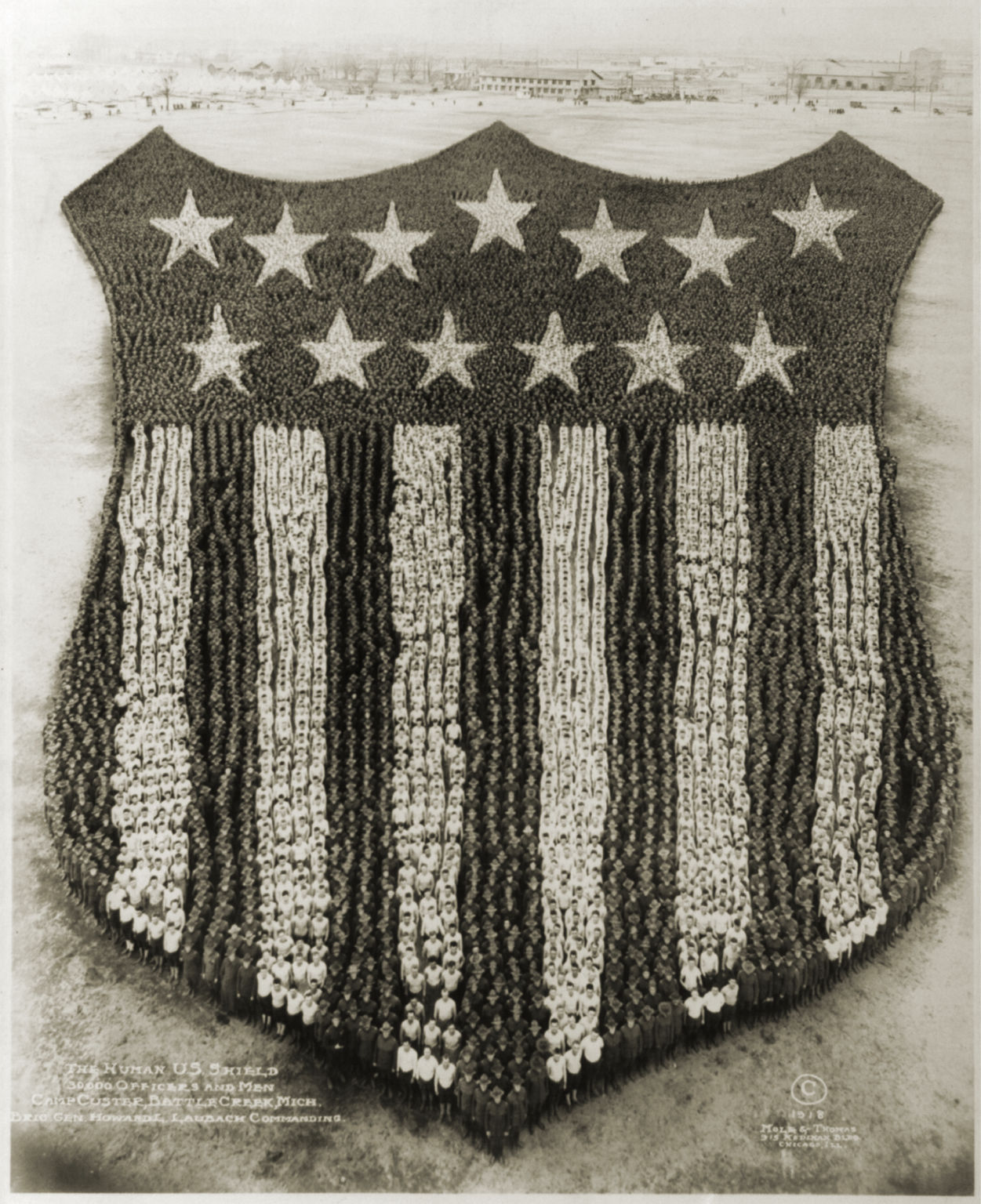
Американський щит
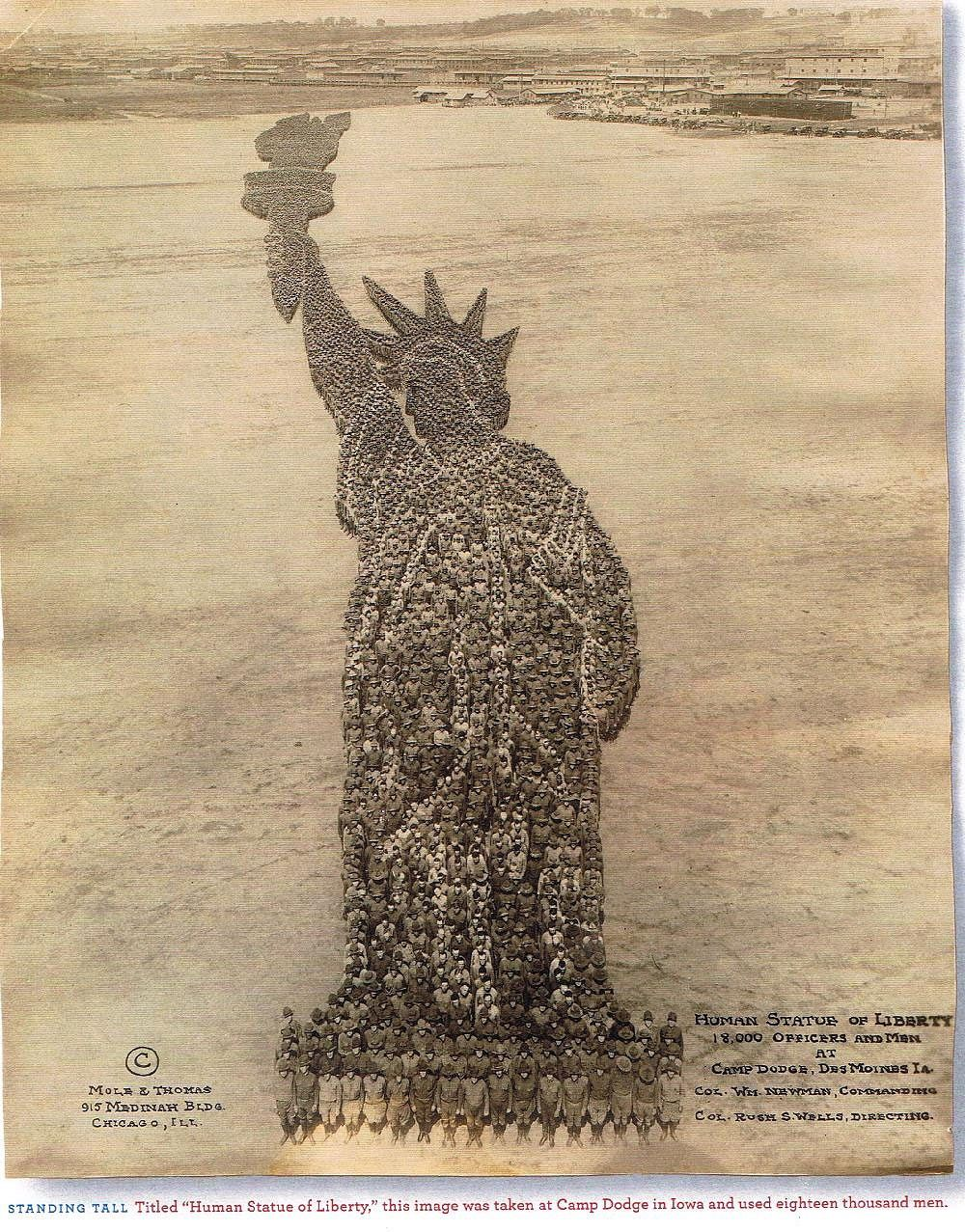
Статуя Свободи